# The Circle (2017)
The Circle is een Amerikaanse technothriller-film uit 2017, geregisseerd door James Ponsoldt met een scenario van Ponsoldt en Dave Eggers. De film is gebaseerd op de gelijknamige roman van Eggers uit 2013. In de film spelen Emma Watson en Tom Hanks, evenals John Boyega, Karen Gillan, Ellar Coltrane, Patton Oswalt, Glenne Headly en Bill Paxton in zijn laatste rol.

## Verhaal
Mae Holland is een wonderkind dat wordt ingehuurd door een bedrijf genaamd The Circle, dat de communicatietechnologie naar haar ethische en technische grenzen moet brengen. Naarmate Mae het bedrijf leert kennen, zal ze steeds meer duistere geheimen leren.

## Rolverdeling
| Acteur             | Personage                      |
| ------------------ | ------------------------------ |
| Emma Watson        | Mae Holland                    |
| Tom Hanks          | Eamon Bailey                   |
| John Boyega        | Ty Lafitte                     |
| Karen Gillan       | Annie Allerton                 |
| Ellar Coltrane     | Mercer Regalado                |
| Patton Oswalt      | Tom Stenton                    |
| Bill Paxton        | Vinnie Holland, vader van Mae  |
| Glenne Headly      | Bonnie Holland, moeder van Mae |
| Nate Corddry       | Dan                            |
| Mamoudou Athie     | Jared                          |
| Jimmy Wong         | Mitch                          |
| Ellen Wong         | Renata                         |
| Smith Cho          | Gina                           |
| Poorna Jagannathan | Dr. Jessica Villalobos         |
| Judy Reyes         | Congreslid Santos              |
| Eve Gordon         | Senator Williamson             |
| Beck Hansen        | Zichzelf                       |

## Release en ontvangst
De film ging in première op het Tribeca Film Festival op 26 april 2017 en werd in de Verenigde Staten in de bioscoop uitgebracht op 28 april 2017 door STX Films. Het ontving negatieve beoordelingen, maar bracht wereldwijd $40 miljoen op tegen een budget van $18 miljoen. De film werd de meest winstgevende film van regisseur Ponsoldt.